# Залізна колона в Делі
Залізна колона — велика залізна колона, що розташована в Делі, в межах комплексу мечетей Кутб-Мінар, найстарішого мусульманського храмового комплексу в Індії. Колона була зведена в 5 ст. н.е. і практично уникла корозії. Вона виконана в формі зрізаного конуса з діаметрами: біля основи — 0,416 м та 0,3 м при вершині і має висоту 7,3 м. Її нижня частина заглиблена на 0,5 м. Маса колони становить близько 6,5 т. Колона має два написи, присвячені двом індійським правителям: Чандрагупті, який правив наприкінці III — початку IV ст. та Ананг Палу — XI ст.
Колона була вироблена методом ковальського зварювання, що вимагало застосування у виробництві деревного вугілля. Колона складається з чистого заліза (99,7 %) із незначним вмістом фосфору (0,114%), вуглецю (0,08%),  кремнію (0,046%), азоту (0,032%) та сірки (0,006%). Це приблизно відповідає низьковуглецевій сталі.
Стійкість до корозії колони пояснюється наявністю пасивної захисної плівки на межі заліза та іржі.

Залізна колона в Делі
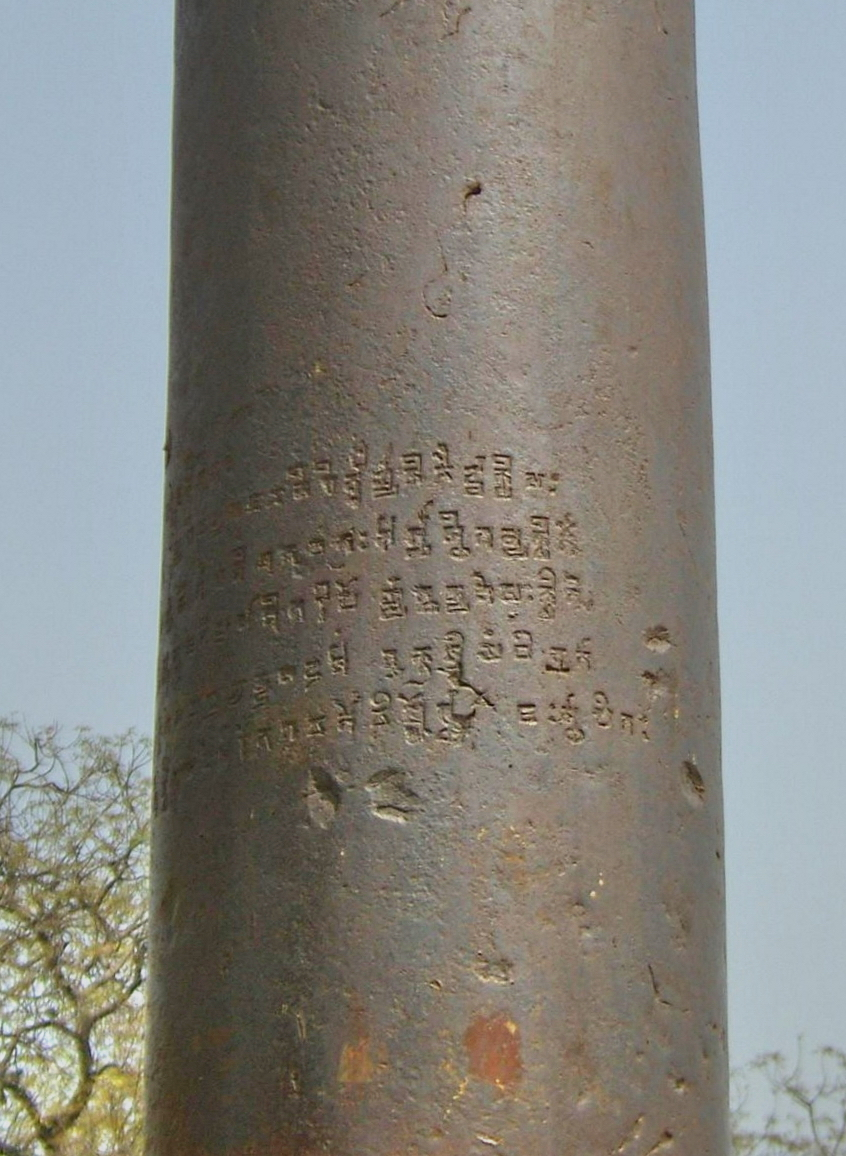
Написи на колоні